# Helmut Schichtholz
Helmut Schichtholz (* 1909; † unbekannt) war ein deutscher Geräteturner.
Schichtholz war Mitglied des Turnvereins Leipzig-Möckern von 1861 und war zur Zeit des Zweiten Weltkriegs einer der besten Turner Sachsens. Er turnte zeitweise auch in der deutschen Nationalmannschaft.
Schichtholz gehörte der Leipziger Auswahl beim Drei-Städte-Turnen Berlin-Hamburg-Leipzig im April 1941 in Berlin und Ende November 1942 im Hamburger Zirkus Busch an (unter anderem war 1942 auch Heinz Schichtholz in der Leipziger Mannschaft).
Im März 1942 gewann er den Zehnkampf bei den die sächsischen Bereichsmeisterschaften im Turnen mit 187,9 Punkten. Am 30. Mai 1943 turnte er bei der 4. deutschen Kriegsmeisterschaft in der Passauer Nibelungenhalle.
Im Leipziger Adressbuch von 1949 war er mit der Berufsbezeichnung Elektromeister, gemeldet in der Kirschbergstraße 18, eingetragen.